# Química dos polímeros

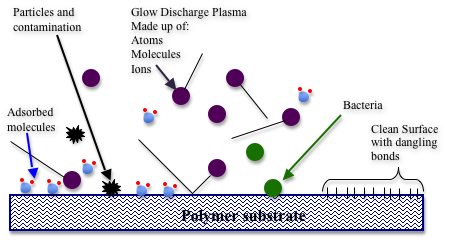
Gráfico mostrando absorção de moléculas, partículas e contaminação, plasma descarregado feito por: moléculas de atoms Ions, bactérias e superfície limpa com laços pendentes.

A química dos polímeros é uma ciência multidisciplinar que maneja as sínteses e propriedades químicas dos polímeros. De acordo com a União Internacional de Química Pura e Aplicada, os polímeros correspondem às cadeias individuais de moléculas. Suas propriedades gerais correspondem ao campo da física de polímeros. De acordo com as recomendações da IUPAC, macromoléculas referem-se às cadeias moleculares individuais e são de domínio da química.